# 加拿大雁
加拿大雁（學名：Branta canadensis），屬於雁形目鴨科黑雁屬；种名canadensis為拉丁文，「來自加拿大」之意。

## 特征
加拿大雁为体形巨大的雁形目鸟类，其成鸟体长可达100厘米，翅膀展開時的長度為160至175厘米。這鳥類有7個亞種，主要是體型和毛色的分別，但都被認為是加拿大雁。而其雄雌則同形同色。雄性重3.5至6.5公斤，善於保衛其領土。雌性則稍輕，約3至5.5公斤，並與雄性的鳴聲不同。
成鸟颈部甚长，整个头部颈部均以黑色为基色；两侧颊部具三角形白色斑块，这块白色斑块是辨识本物种的重要特征；上体肩部、背部均为较深的灰褐色；翅上的覆羽与肩羽颜色相同为灰褐色，具有浅褐色的羽缘；飞羽亦为灰褐色；尾上覆羽白色；尾羽黑色；与上体的灰褐色相比胸部的颜色要浅很多，呈略现褐色的白色，自肩部的灰褐色到胸部的白色，其体羽颜色变化非常平缓，并无明显的边界存在；腹部颜色与胸部相近，直至尾下覆羽亦为较浅的近白色，在这个部位，尾下覆羽的白色与尾羽的黑色形成鲜明的对比；两胁密布与上体颜色接近的灰褐色宽大纵纹；虹膜黑色；喙黑色；足黑色。

## 生态

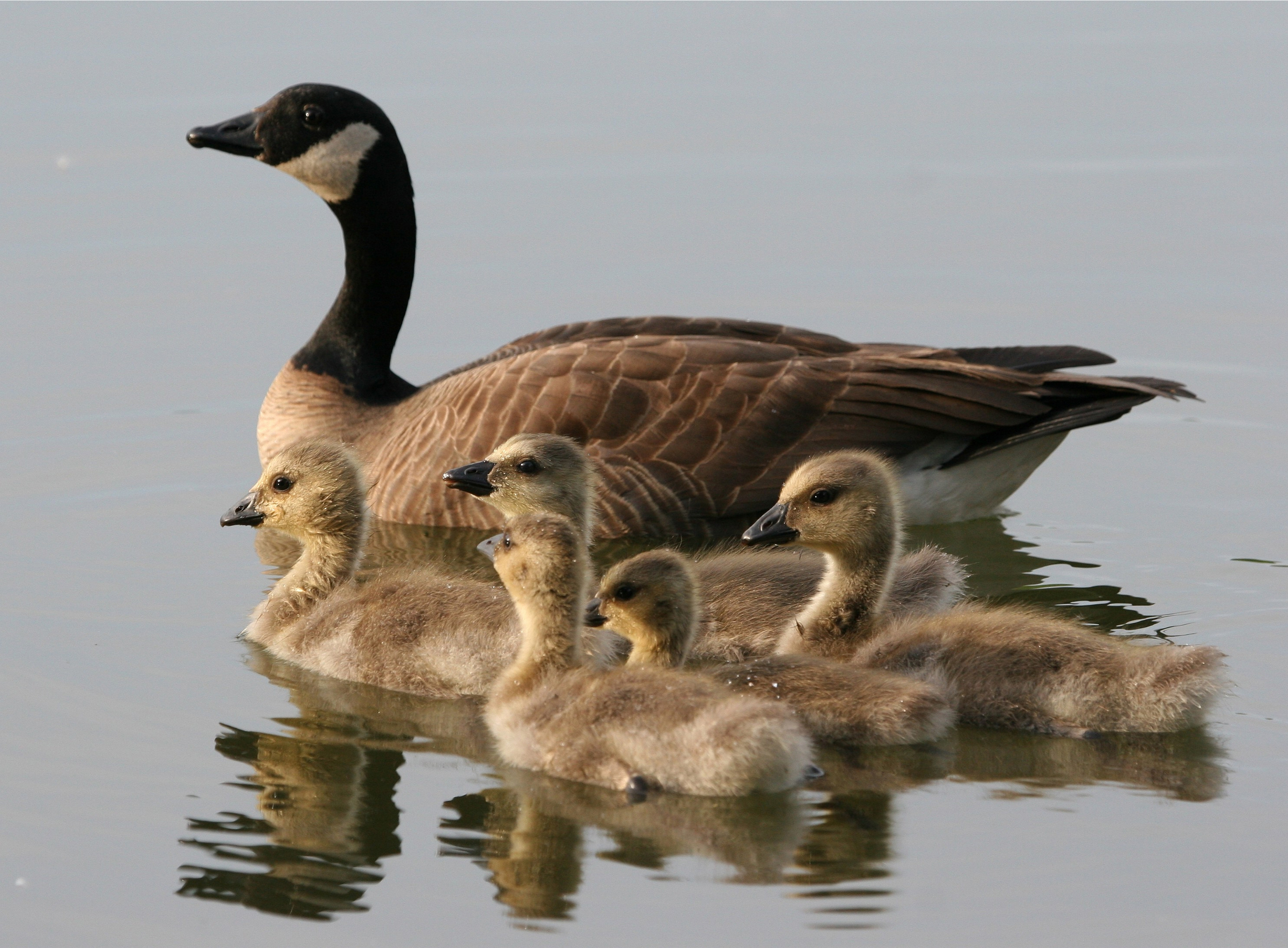
成鳥与幼鸟

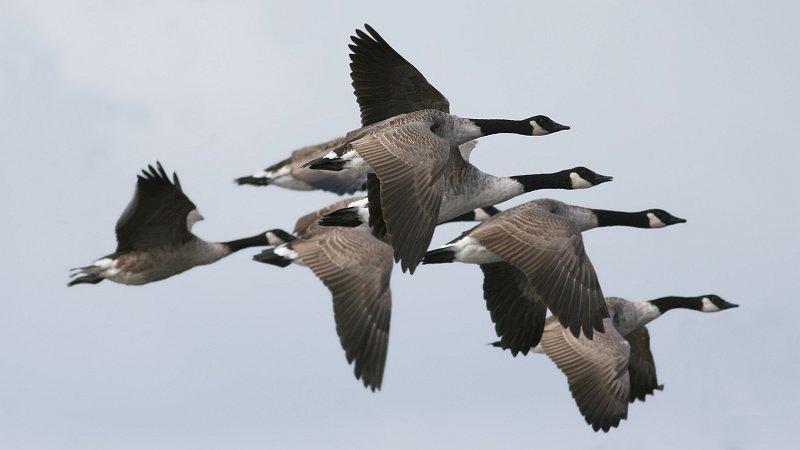
一群飛翔的加拿大雁

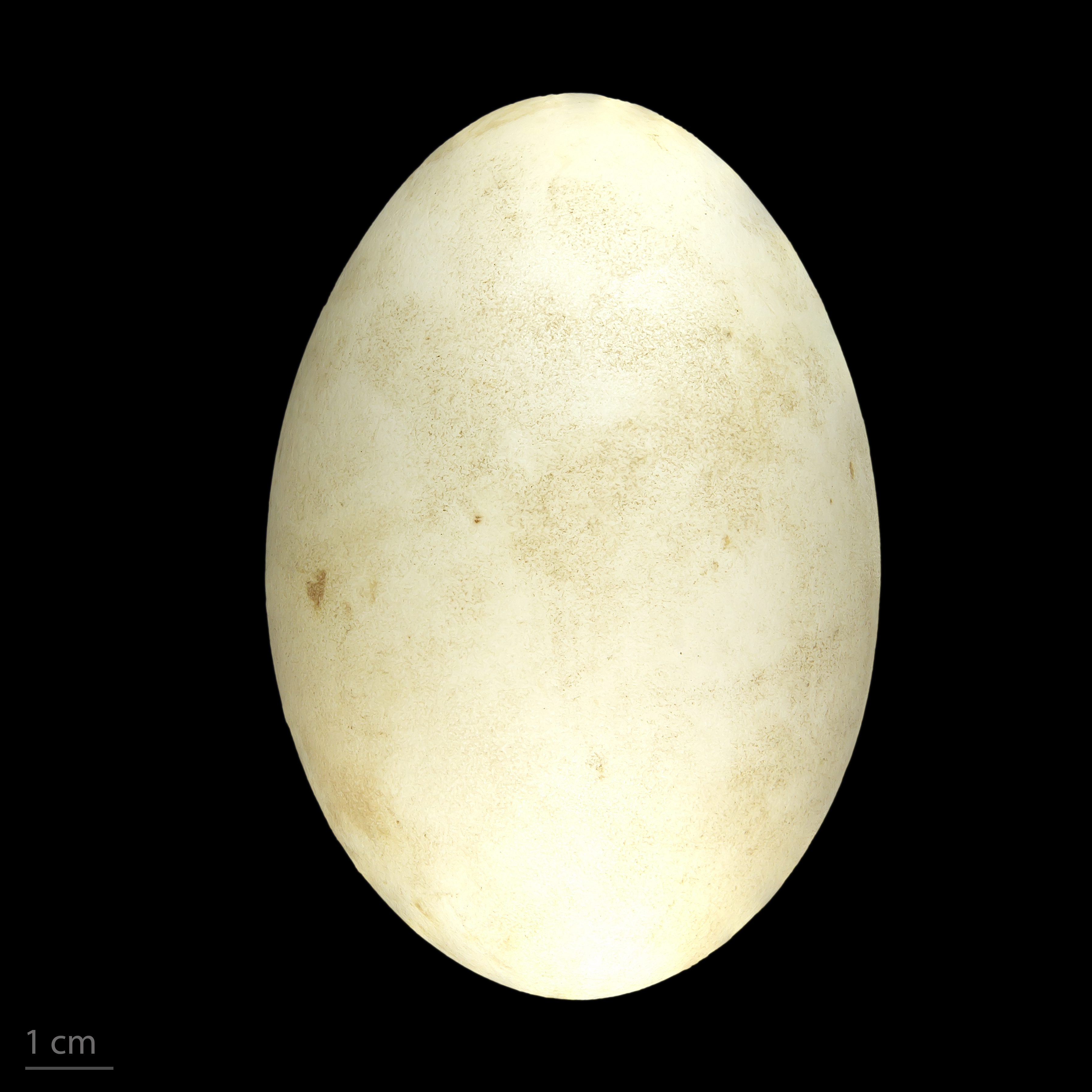
卵

加拿大雁是群居性鸟类，栖息在平原的湖泊、沼泽以及河流平缓的水面。与雁属鸟类一样，黑雁属的鸟类也是素食主义者，加拿大雁也不例外，它们的食谱中不仅有水生植物，还有陆生的各色野草，以及农作物（尤其是在鳥類遷徙時或冬天）。
在約2歲的時候，加拿大雁會開始找配偶，之後多數會一直生活在一起。當然如果其中一隻死了，另一隻便會找新的配偶。雌性每次產4至8隻蛋。孵蛋期間，雌雄鳥都會保護牠們的巢穴，但雌性孵蛋的時間較長。在這段時間，牠們會喪失了牠們的飛行羽毛，所以直到孵化完才能飛。這個時期大概維持25至28天。
成年的加拿大雁多數會領著小雁成直線地飛，並由一隻較成年的帶在隊伍的最前方，其他則在隊伍的後面。在保護幼鳥時，雁爸爸媽媽都會猛烈地趕開附近的生物，由很小的畫眉到其他雁類，再到人類都是一樣。加拿大雁也會由幾隻成年的雁和一群年幼的雁組成一個群組，稱為「托兒所」（crèches）。年幼的雁不會離開牠們父母，直至春季遷徙後，也就是當他們返回牠們的出生地時。
著名的物種常見於北美洲。牠們生長在加拿大和美國北部的不同棲息地。牠們的巢穴多數在鄰近水邊的高地，有時在海狸的巢穴上。牠們的蛋產在有植物或有草的低窪地。五大湖地區保持著很大數目的加拿大雁。
像多數的雁，牠們也會遷徙，過冬的地區大多數是美國。當一大群加拿大雁的遷徙飛行的形狀為V型時，代表轉入春天和秋天。在部分地區，遷徙路線可能會因棲息地和食物源頭改變而變遷。在暖和氣候的地區，例如太平洋西北面，由於沒有天敌，部分加拿大雁不會遷徙。
當加拿大雁受到其他生物的威脅，牠們會發出發出嘶嘶聲來趕走這些生物。

## 分布地域
加拿大雁为典型的新北界鸟类，广泛於北美洲各地，偶见野生种群越冬于日本东北部和东北亚其他地区；本物种经过引种扩散至欧洲、亚洲以及新西兰等地，在亚洲东部有本物种引入；在中国，仅有北京附近区域有本物种野生种群的记录，据信是引入种群逃逸野化而形成的种群。另外根据观鸟爱好者的记录，在鄱阳湖区也有本物种的观测记录。
經鳥類繫放證明，加拿大雁已自然地扩散至西歐。這些亞種主要為parvipes。加拿大雁也出現於堪察加半島，西伯利亞東部，中國東部和整個日本。較大的加拿大雁也廣泛地扩散至歐洲，並已有野生加拿大雁在英國，荷蘭和斯堪的納維亞。半飼養的野生鳥也常見於公園，在某些地方更被視為害鳥。此外也證明多數的堪察加半島的和部分英國的加拿大雁已建立了一定的遷移形式。這類雁首次發現於17世紀後期的英國，並被加入詹姆斯二世的水鳥聚集地—聖詹姆斯公園。之後，加拿大雁更成了紐西蘭的狩獵的鳥類之一，但同時加拿大雁也成為部份地區的問題。
在20世紀早期，由於18世紀後期至19世紀早期的過分狩獵和棲息地的減少，導致這品種的數目嚴重下降。巨大的加拿大雁亞種被認為已於50年代絕種。直到1962年，少數群的這類品種被發現於明尼蘇達州的羅契斯特市過冬，記載於Harold Hanson寫的《伊利諾斯州自然歷史概觀》（Illinois Natural History Survey）。由於狩獵的有關法律，和棲息地保養、保護等計畫的改善，牠們的數目在多數地方漸漸回升，雖然有些本地亞種，例如occidentalis的數目仍然在下降。
此外，加拿大雁也可適應城市環境，尤其是那些修剪良好的草地和寬大的池塘，例如高爾夫球場地和市鎮公園。

## 保護
本物种种群数量较大，未被列入保护动物目录，同时本物种也实现了人工饲养条件下的繁殖，驯养的加拿大雁是人类的食物来源之一。